# Shanidar

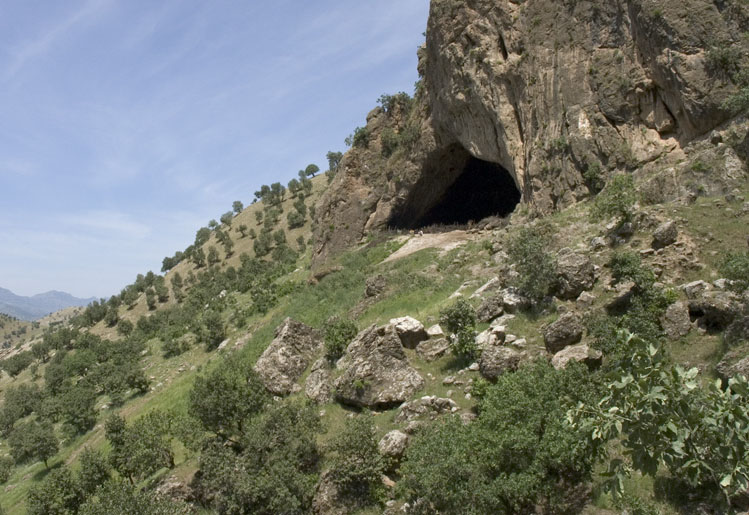
Grottan i Shanidar

Shanidar är en grotta i södra Kurdistan där man gjort arkeologiska fynd efter neandertalmänniskor som tros ha levt för cirka 60 000 år sedan. Ralph Solecki fann nio neandertalskelett i Shanidar mellan 1953 och 1960. Skeletten har kallats Shanidar 1–Shanidar 9. Dessa fynd tolkas av många forskare som att neandertalmänniskorna hade begravningsceremonier, att de begravde sina döda med blommor och att de tog hand om skadade individer. Andra, mindre romantiska, tolkningar kan dock inte uteslutas.
Platsen ligger cirka 0,8 km från floden Övre Zap och nära Rawanduz, på omkring 700 meters höjd över havet. Grottans ingång är triangulär, nära 30 meter bred och 8 meter hög.

## Soleckis undersökningar
Antropologen Ralph Solecki, utforskade först platsen som en del av University of Michigans expedition till Mellanöstern 1951. Han återvände till platsen 1953, då på uppdrag av Smithsonian Institution. Den första fyndet hittades 1953 av människa, ett spädbarn av neandertalare.  Nästa grävsäsong, 1956–1957, undersöktes två närliggande byplatser och han fortsatte arbetet vid Shanidar. Denna säsong hittades tre neandertalares skelett hittades vid grottan. Ett var nästan komplett (Shanidar I - fältkatalog nr 504 III), ett var fragmentarisk (Shanidar III - fältkatalog nr 384 III), och för ett hittades endast skallen (Shanidar II - fältkatalog nr 618 III). I lager över de mellanpaleolitiska hittades två neolitiska skelett, ett spädbarn och en kvinnlig tonåring (med gravgods).
Under den fjärde säsongen, 1960, återfanns ett i stort sett komplett vuxet neandertalskelett (Shanidar IV). Detta skelett var betydligt skörare än de tidigare exemplaren. Medan man extraherade detta upptäcktes ben av ännu en neandertalare, möjligen två, preliminärt betecknades Shanidar VI. Ett svårt skadat och kringspritt fynd av en vuxen manlig neandertalare betecknades Shanidar V. Då fältmaterialet bearbetades och analyserades hittades fler rester av neandertalare. Shanidar 9 var ett spädbarn som endast representerades av ryggkotor. Resterna av Shanidar 9 upptäcktes vid framprepareringen av Shanidar 4 på Bagdadmuseet. Shanidar 8 var en vuxen med partiellt fragmentariskt skelett. Shanidar 6 och 7 var skalle, tänder och fragmentariska partiella skelett. Shanidar 1, 2, 3, 5 och 7 hittades som enskilda begravningar medan de andra resterna hittades i ett stort komprimerat block av sedimentmaterial.
Sammantaget hittade dessa utgrävningar resterna av sju vuxna och två spädbarn av neandertalare daterade  till för 65 000–35 000 år sedan. Dessa neandertalare upptäcktes i lager med mousterienkultur (lager D). Över detta fanns ett baradostiskt lager av betydligt yngre ålder (lager C), och ett mesolitiskt lager från zarziankultur (lager B) och överst ett holocen neolitiskt lager (lager A). Grottan innehåller också två senare proto-neolitiska områden med gravar, varav en dateras till en ålder av 10 600 år och innehåller 35 individer,  Solecki menade att den tillhörde den natufiska kulturen.

## Nya utgrävningar på platsen
Sedan april 2014 har Shanidar börjat utgrävas på nytt som en del av projektet Hur motståndskraftiga var neandertalare och moderna människor i sydvästra Asien mot klimatförändringar? .Utgrävningarna leds av Graeme Barker (University of Cambridge) och Tim Reynolds. Projektet kombinerar nya utgrävningar av Shanidar med en undersökning av den paleolitiska bosättningen i regionen. Under utgrävningarna har resterna av ytterligare tre neandertalare hittills upptäckts. Dateringen av det senaste fyndet anges till 37 000 år alltså tyder det på att boplatsen var bebodd sent i neandertalarnas historia. År 2022 beskrev utgrävarna rester av upphettade växter, som tolkades som bevis för att man tillagat måltider på platsen.
I februari 2020, publicerade utgrävarna ännu fler fynd av neandertallämningar, nu av en högre ålder och daterade till för 70,000 år sedan.